# لارس-كريستير اولسون
لارس-كريستير اولسون (بالسويدية: Lars-Christer Olsson)‏ هو لاعب كرة قدم سويدي، ولد في 6 فبراير 1950 في Lövestad ‏ في السويد.